# Ellen Gallagher
Ellen Gallagher, née le 16 décembre 1965, à Providence, Rhode Island, est une plasticienne afro-américaine, connue pour ses œuvres politiques dénonçant les stéréotypes vécus par les Afro-Américains.

## Biographie
Ellen Gallagher grandit aux États-Unis d'une mère irlandaise et d'un père cap-verdien.
Elle étudie à l’École du musée des Beaux-Arts de Boston (School of the Museum of Fine Arts) en 1992, puis à la Skowhegan School of Painting and Sculpture du Maine, l'année suivante.
Elle travaille et vit depuis plusieurs années entre New York et Rotterdam. Très visible sur la scène internationale, la journaliste Valérie Duponchelle la qualifie de « star du marché de l’art contemporain ».

## Œuvre
Confrontée très tôt au racisme latent aux États-Unis, Ellen Gallagher s'empare des problématiques liées à l’identité noire à l’histoire post-coloniale. Ainsi, dès les années 1990, elle se réapproprie une histoire culturelle, notamment par ses premières œuvres consacrées au blackface. Des thèmes comme les mythologies africaines ou le commerce des esclaves.
À partir des années 2000, elle se penche sur les stéréotypes des corps noirs véhiculés par les médias. Dans eXelento (2004), elle remploie des images de publicité auxquelles elle accole des perruques jaunes pour dénoncer la mode de la dépigmentation de la peau.
Elle développe aussi une pratique picturale inspirée par les travaux de l'artiste peintre abstraite Agnès Martin.

## Expositions personnelles (sélection)
- 2001: Preserve, Drawing Center, New York
- 2001: Watery Ecstatic, Institut d'art contemporain de Boston, Boston
- 2004: Preserve/Murmur, Henry Art Gallery, Seattle
- 2005: Ellen Gallagher: DeLuXe, Musée d'Art contemporain de North Miami, Floride
- 2005: Ellen Gallagher: Ichthyosaurus, Freud Museum, Londres
- 2005: Ellen Gallagher: DeLuXe, Whitney Museum of American Art, New York
- 2007: Ellen Gallagher, Tate Liverpool, Liverpool, Royaume-Uni
- 2013: AxMe, Tate Modern, Londres
- 2014: Haus der Kunst, Munich

## Expositions collectives (sélection)
- 1992: Word and Image, Bibliothèque publique de Boston, Boston

- 1993: Traveling Scholars' Exhibit, Musée des Beaux-Arts (Boston), Boston
- 1994: In Context, Institut d'art contemporain de Boston, Boston
- 1997: Projects, Musée irlandais d'Art moderne, Dublin
- 1998: Piecing Together the Puzzle: Recent Acquisitions, Museum of Modern Art, New York
- 1998: Cinco continentes y una ciudad, Musée de la ville de Mexico, Mexico
- 1999: Negotiating Small Truths, Musée d'Art Blanton, Austin (Texas)
- 1999: (Corps) Social, Beaux-Arts de Paris, Paris
- 2000: Greater New York: New Art in New York Now, MoMA PS1, New York
- 2003: 50th International Art Exhibition, Biennale de Venise, Italie
- 2006: Heart of Darkness, Walker Art Center, Minneapolis
- 2009: Artist Rooms, Scottish National Gallery of Modern Art, Édimbourg
- 2010:  elles@centrepompidou, Centre national d'art et de culture Georges-Pompidou, Paris
- 2011: Six Yards Guaranteed Dutch Design, Museum Arnhem, Arnhem
- 2011: Print/Out, Museum of Modern Art, New York